# 高山寺 (長野県小川村)
高山寺（こうさんじ）は、長野県上水内郡小川村にある真言宗豊山派の寺院。山号は宝珠山。本尊は聖観音菩薩。信濃三十三観音霊場第33番札所。

## 歴史
平安時代の大同3年（808年）創建で、征夷大将軍の坂上田村麻呂が戦勝祈願に観音堂を建立し弘法大師自刻の聖観音菩薩像を安置したのが起源と伝わる。以降、この地の支配者から庇護を受け末寺は18ヶ寺を数えたといい、建久6年（1195年）には鎌倉幕府を開いた源頼朝によって三重塔が寄進された。その後荒廃したが、木食山居故信法阿の尽力によって再興され境内が整備された。現在の三重塔は江戸時代中期の元禄11年（1698年）に再建されたもので、内部に胎蔵界大日如来像、阿弥陀如来像、釈迦如来像を安置する。大正11年（1922年）にこけら葺きから銅板葺に葺き替えられ、昭和60年（1985年）には長野県の県宝に指定された。信濃三十三番札所の札留め所でもある。

## 伽藍
- 本堂
- 庫裏
- 三重塔
- 観音堂
- 鐘楼門
- 仁王門

## 御詠歌
高くとも　
安く登れよ　
寺坂を　
九品浄土へ　
参る身なれば

## アクセス
- 上信越自動車道 長野ICから 32km 50分
- 長野自動車道 安曇野ICから 54km 75分
- JR北陸新幹線長野駅下車 バス 50分 →村営バス 20分
- JR大糸線信濃大町駅下車 バス 50分 →村営バス 15分